# Rito africano
Na História do Cristianismo, o Rito africano se refere a um rito litúrgico latino cristão extinto, e é considerado um desenvolvimento ou possivelmente um uso local do Rito romano primitivo. Centrado na Arquidiocese de Cartago na Igreja africana primitiva, ele usava a língua latina.
O Rito africano pode ser considerado em dois períodos diferentes: o período pré-niceno, quando os cristãos eram perseguidos e não podiam desenvolver livremente formas de culto público, e quando as orações e atos litúrgicos não se tinham tornado fixos; e o período pós-niceno, quando as formas simples e improvisadas de oração deram lugar a formulários mais elaborados e definidos, e as ações litúrgicas primitivas evoluíram para cerimônias grandiosas e formais.